# Andreas Höntsch
Andreas Höntsch (* 1957 in Ost-Berlin) ist ein deutscher Filmregisseur.

## Leben und Werk
Andreas Höntsch wurde 1957 in Ost-Berlin geboren und wuchs in Dresden auf. Von 1978 bis 1980 absolvierte er ein Volontariat am DEFA-Studio für Spielfilme, wurde anschließend zur Hochschule für Film- und Fernsehen in Potsdam-Babelsberg delegiert und studierte dort bis 1984 Regie. Eine besondere Leidenschaft hegt Höntsch für den Musikfilm. Bereits in seinen studentischen Arbeiten nahm die Musik eine wichtige Rolle ein. Sein DEFA-Spielfilmdebüt wurde Höntsch trotz verschiedener Projektideen über viele Jahre verweigert. 1986 ließ er sich von der DEFA freistellen und hospitierte einige Zeit an der Semperoper in Dresden. Erst 1990 durfte Höntsch unter der neuen Leitung am DEFA-Spielfilmstudio mit den Dreharbeiten zu seinem Spielfilmdebüt Der Strass beginnen. 1991 gewann die Produktion auf dem Filmfestival Max Ophüls Preis in Saarbrücken den Publikumspreis. 1995 folgte mit Die Vergebung sein zweiter Kinospielfilm. Seit Mitte der 1990er-Jahre realisierte Höntsch diverse dokumentarische Filmprojekte. Traumfänger feierte 2005 im Rahmen des 15. Schweriner Filmkunstfests Premiere.
Höntsch ist mit der Autorin Carmen Blazejewski verheiratet, mit der er ein Großteil seiner Filmprojekte gemeinsam realisierte. Die Familie lebt in der Nähe von Neuburg in Mecklenburg-Vorpommern.

## Filmografie (Auswahl)
- 1980: Unser kurzes Leben (Regieassistenz)
- 1990: Der Strass (Regie)
- 1994: Die Vergebung (Regie)
- 2005: Traumfänger – Ein selbstständiger Indianer in Mecklenburg (Regie)
- 2013: Unterwegs nach Utopia (Kamera, Schnitt, Produktion)